# Kijów w Miniaturze
Kijów w Miniaturze (ukr. Київ в мініатюрі) – park miniatur, położony w Kijowie w obszarze Hidropark. Wystawiane są tu modele zabytków architektonicznych Kijowa, w skali 1:33. Obszar parku wynosi 1,8 ha. Został otwarty w dniu 23 czerwca 2006 r., najbliższa stacja metra to Hidropark.

## Miniatury
Znanych jest 48 miniatur w parku, w tym Plac Niepodległości i Chreszczatyk, Ławra Pieczerska, Monaster św. Michała Archanioła o Złotych Kopułach, Złota Brama, Sobór Mądrości Bożej, Pomnik Matki Ojczyzny, dworzec kolejowy, lotnisko Boryspil i inne.

## Galeria
|  |  |  |
|  |  |  |